# Hochschule Kehl
Die Hochschule für öffentliche Verwaltung Kehl ist eine von zwei Fachhochschulen für öffentliche Verwaltung in Baden-Württemberg. Sie ist Teil des Promotionsverbands der Hochschulen für angewandte Wissenschaften Baden-Württemberg. Der Campus liegt in Kehl im Ortenaukreis, die Schwesterhochschule befindet sich in Ludwigsburg. Die Hochschule ist Ausbildungseinrichtung für Anwärter für den gehobenen Dienst.

## Studiengänge
Die Hochschule für öffentliche Verwaltung Kehl bietet folgende Studiengänge an:
- Bachelorstudiengang (Bachelor of Arts) Public Management: Die Studierenden der Hochschule sind als Beamte auf Widerruf (Regierungsoberinspektoranwärter) beim Land Baden-Württemberg eingestellt und werden für die Laufbahn des gehobenen nichttechnischen Verwaltungsdienstes ausgebildet.
- Bachelorstudiengang (Bachelor of Arts) Digitales Verwaltungsmanagement
- Masterstudiengang (Master of Arts) Europäisches Verwaltungsmanagement,
- Masterstudiengang (Master of Arts) Public Management, berufsbegleitend
- Masterstudiengang (Master of Arts) Management von regionalen Innovationsökosystemen, deutsch-französisch, in Zusammenarbeit mit der Universität Straßburg
- Masterstudiengang (Master of Arts) Public Management in International Cooperation, berufsbegleitend, englischsprachig

## Ziele des Studiums

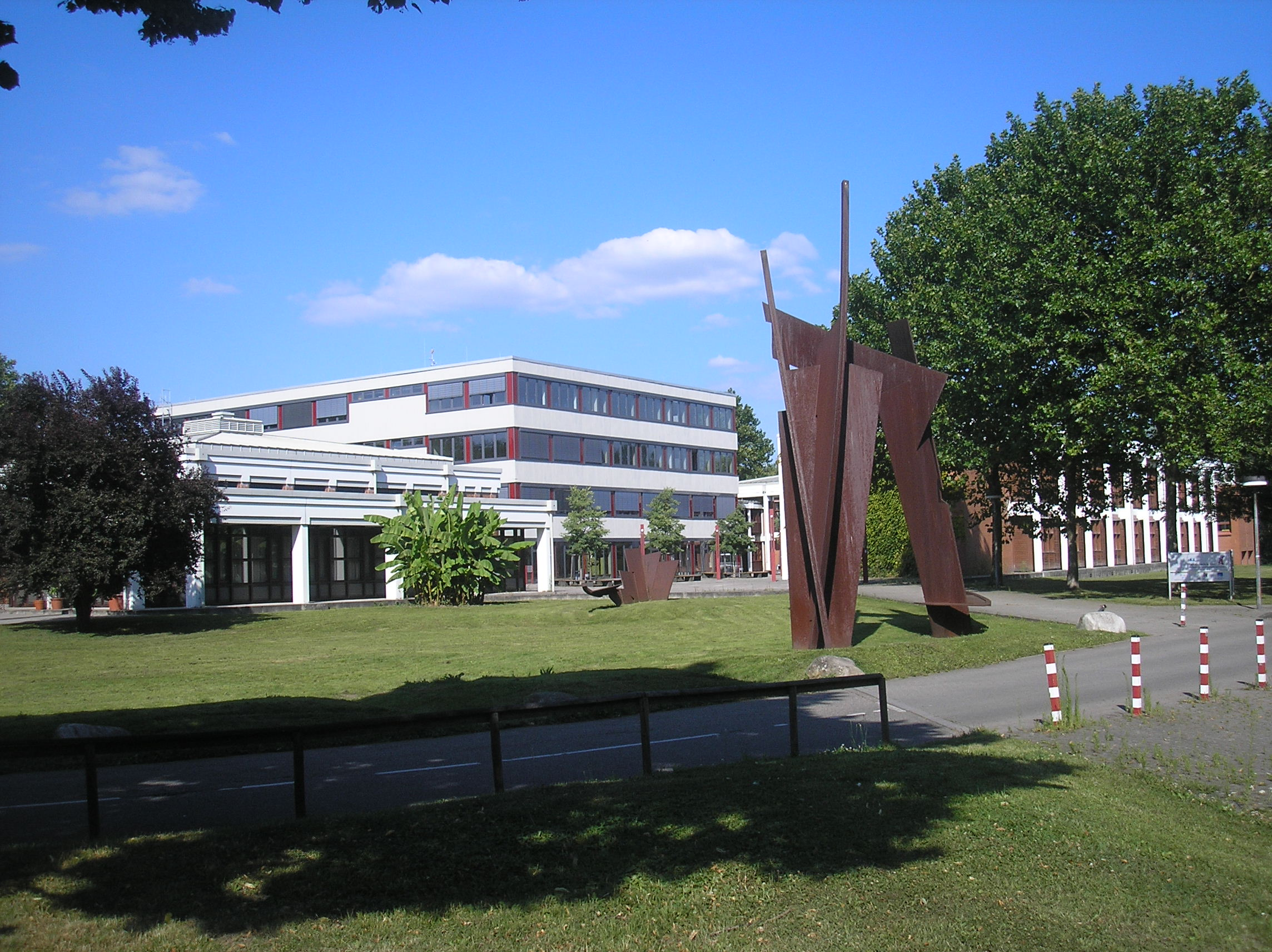
Hochschule Kehl

Die Studierenden sollen aufgrund der vermittelten theoretisch-analytischen Fähigkeiten, Kenntnisse und Handlungskompetenzen und durch praktische Arbeit in die Lage versetzt werden, systematisch und mit anwendungsbezogener wissenschaftlicher Methodik in unterschiedlichen Berufsfeldern des öffentlichen Dienstes selbstständig tätig zu sein. Notwendiger Bestandteil dabei ist, Verständnis für die rechtlichen, politischen, wirtschaftlichen und gesellschaftlichen Zusammenhänge im nationalen, europäischen und internationalen Bereich und für die Probleme der Verwaltungsorganisation zu erreichen. 

## Geschichte
Die Hochschule wurde im Jahre 1971 als „Staatliche Höhere Verwaltungsfachschule“ gegründet; den Status als Fachhochschule für öffentliche Verwaltung erhielt sie am 1. April 1973. In den 1980er Jahren erfolgte eine umfassende bauliche Erweiterung. Seit 2008 heißt die Fachhochschule Kehl Hochschule für öffentliche Verwaltung Kehl. Die Anfahrt wurde im November 2018 verbessert, da sich seither direkt vor der Hochschule eine Haltestelle der Straßenbahn Straßburg–Kehl Rathaus befindet.

## Informationszentrum
Das Informationszentrum der Hochschule Kehl (IZ) ist eine in seinem Bibliotheksbereich öffentlich zugängliche zentrale Einrichtung der Hochschule Kehl, die Nutzung der Dienstleistungen des IZ-Rechenzentrums ist für Hochschul-Externe jedoch grundsätzlich nicht möglich. In seiner jetzigen Form besteht das Informationszentrum (IZ) seit 2008, als Hochschulbibliothek und Hochschulrechenzentrum aufgrund § 28 Landeshochschulgesetz Baden-Württemberg fusionierten. Seither stellen Bibliothek und Rechenzentrum „Kompetenzzentren“ innerhalb des Informationszentrums (IZ) dar.

### Gesamtleitung
Die Gesamtleitung des Informationszentrums (IZ) hat kraft Amtes der jeweilige Prorektor inne.
- 2008 bis 2011: Kay-Uwe Martens
- seit 2011: Jürgen Kegelmann

### IZ-Bibliothek

#### Bestand
Hauptaufgabe der IZ-Bibliothek ist es, die analoge und digitale Medien- und Informationsversorgung aller Fakultäten der Hochschule zu gewährleisten. Zu den 44.214 Printmedien kommen 1642 E-Books im Fernzugriff, 133 Print-Abos, 198 E-Journals (Stand: 2014). Das Bestandsprofil entspricht hierbei den Lehrgebieten der Fakultäten und umfasst somit unter anderem Medien zu den Gebieten
- Rechts- und Kommunalwissenschaften: Arbeitsrecht, Baurecht, Beamtenrecht, Bescheidtechnik, Bürgerliches Recht, Datenschutzrecht, Europarecht, Familienrecht, Ordnungsrecht, Ordnungswidrigkeitenrecht, Kommunales Abgabenrecht, Kommunalrecht, Öffentliches Recht, Planungsrecht, Verwaltungsrecht, Verwaltungsprozessrecht, Sozialrecht, Staatsrecht, Umweltrecht, Umweltverwaltungsrecht, Zivilrecht, Zivilprozessrecht
- Wirtschafts-, Informations- und Sozialwissenschaften: Abgabenrecht, Beteiligungs- und Krankenhausmanagement, Betriebswirtschaftslehre, Changemanagement, Finanzmanagement, Finanzwissenschaft, Gender, Gemeindewirtschaftsrecht, Haushalts-, Kassen- und Rechnungswesen, Internationale Wirtschaftsbeziehungen, Kommunalpolitik, Neues Steuerungsmodell, Organisations- und Kommunikationspsychologie, Personal, Politische Soziologie, Kommunales Wirtschaftsrecht, Psychologie, Soziale und Interkulturelle Kompetenzen, Statistik und Empirische Methodenlehre, Verwaltungsinformatik, Verwaltungsmanagement, Volkswirtschaftslehre, Wirtschaftsförderung

Zu den Medien in der IZ-Bibliothek gehören auch die Bestände eines Europäischen Dokumentationszentrums.

#### Nutzung
Die Aufstellung der Printmedien auf den 495 m² großen Bibliotheksfläche erfolgt nach dem Freihandprinzip, die Ortsausleihe über ein RFID-System. Hochschulexterne werden i. d. R. nicht zur Ortsausleihe zugelassen. Daneben gibt es die Möglichkeit zur elektronischen Fernleihe. Eine Besonderheit der IZ-Bibliothek ist die dort vorhandene Kinderspielecke, die ebenso wie andere Maßnahmen die Vereinbarkeit von Familie und Studium/Arbeit erleichtern soll.
Eingebettet in die Informationsinfrastruktur des „Bibliotheksservicezentrums Baden-Württemberg“, erschließt die IZ-Bibliothek seine Bestände im SWB. Das Bibliotheksservicezentrum Baden-Württemberg unterstützt die IZ-Bibliothek außerdem beim Betrieb des Bibliotheks-Lokalsystems und des damit verbundenen Online-Katalogs.

#### Geschichte der IZ-Bibliothek
2008 integrierte die IZ-Bibliothek die Bestände des 1996 gegründeten Europäischen Dokumentationszentrums Kehl, das bis dahin im „Euro-Institut Kehl“ untergebracht war. 2009 wurden Räumlichkeiten und Innenarchitektur der IZ-Bibliothek erstmals seit Hochschulgründung 1971 grundsaniert und im gleichen Zuge mit RFID-Technik zur Mediensicherung und Medienselbstverbuchung ausgestattet.

### IZ-Rechenzentrum

#### Infrastruktur
Das IZ-Rechenzentrum bietet insgesamt 4,8 Terabyte Festplattenspeicher und 50 PC-Arbeitsplätze in drei PC-Pools. Die raren Plätze in den PC-Pools werden ergänzt durch das campusweite WLAN.

#### Anwendungen und Services
Das IZ-Rechenzentrum unterstützt u. a. folgende Anwendungen:
- Bachelorwissensbasis: zentrale Ablage von Skripten, Lösungsskizzen und Handouts im Intranet der Hochschule Kehl
- Weblog verwaltungmodern.de[10]
- Alumni-Portal zur Pflege des Kontakts mit ehemaligen Studierenden[11]

Zu den weiteren Standardanwendungen, die gepflegt und gewartet werden, gehören u. a. der Webauftritt, das E-Mailsystem und der BSCW (Basic Support for Cooperative Work). Zu den Aufgaben des IZ-Rechenzentrum gehören ferner die Wartung der PCs in den Laboren, die Administration der Server und des Netzes, die Unterstützung der Verwaltungs-EDV und das Druckmanagement. Außerdem ist das IZ-Rechenzentrum maßgeblich involviert in die Programmierung neuer Anwendungen, die in der Verwaltung für die Administration des Bachelorstudiengangs eingesetzt werden.

## Persönlichkeiten an der Hochschule Kehl
| - 1971–1990 Hermann Wunsch - 1990–1999 Hartmut Kübler - 1999–2007 Hans-Jürgen Sperling - 2007–2019 Paul Witt - seit 2019 Joachim Beck - Hartmut Kübler, ehem. Rektor - Erwin Teufel, ehem. Ministerpräsident - Hermann Wunsch, Gründungsrektor - Willi Stächele, ehem. Landtagspräsident - Gerhard Banner, ehem. Hochschulratsvorsitzender - Sven von Ungern-Sternberg, ehem. Regierungspräsident - Herbert Zinell, ehem. Oberbürgermeister - Hans-Jürgen Sperling, ehem. Rektor - Frank Scherer, ehem. Landrat Hauptamtliche Professoren → Kategorie:Hochschullehrer (Kehl) Neben hauptamtlichen Professoren lehren oder lehrten an der Hochschule Kehl weitere namhafte Persönlichkeiten: - Marion Caspers-Merk - Wilderich von Droste zu Hülshoff - Stefan Gläser - Wolf-Dietrich Hammann - Ralf Bernd Herden - Norbert Lins - Adalbert Metzinger - Jörg Meuthen - Erik Pauly - Bernd Reichert - Bärbel Schäfer | - Jörg Albrecht - Stefan Bär - Alexander Bonde - Monika Bormann - Klaus Brodbeck - Josef Christ - Jörg Felgner - Reinhard Frank - Martin Heuberger - Hartmut Holzwarth - Toni Huber - Bernd Kappenstein - Jürgen Kegelmann - Karl Klein - Michael Lang - Klaus Notheis - Hans Jürgen Pütsch - Gabi Rolland - Peter Rosenberger - Dietmar Späth - Erhard Weimann - Paul Witt - Herbert Zinell |